# Hahota
Hahota — венгерский ежеквартальный юмористический журнал малого «карманного» формата для детей.

## История
Издание выходило с 1980-го по 1992 годы (в 1991—1992 носило название Lutra Lapok). Редактором журнала была Агнеш Шомоши. 

В журнале публиковались не только юморески и анекдоты, но также карикатуры и комиксы таких художников, как Иштван Легоцки, Иштван Келемен, Енё Даллош, Ференц Шайдик, Иштван Эндрёди, Дьёрдь Ситаш, Аттила Даргаи и др.). Кроме того, печатались и комиксы иностранных художников, как, например, «Пиф и Геркулес», «Пласид и Мюзо» и другие. 

За 12 лет вышло 48 номеров издания. 

В 1992 году вышел ежегодник Hahota (ISSN 1215-6183, редактор Михай Хорват). 

В апреле 2017 года выпуск издания был возобновлён. Журнал сохранил формат, только стал более красочным, и здесь вновь печатаются анекдоты, карикатуры и комиксы, причём не только для детей, но и для взрослых. Журнал выпускают Абра Ккт и Дьёндь Калман, ранее работавший в издании Ludas Matyi.